# دنغ غاي
دنغ غاي مواليد 22 مارس 1982 في جنوب السودان، هو لاعب كرة سلة جنوب سوداني سابق بدأ مسيرته الاحترافية في سنة 2005.. يبلغ طوله 6 قدم 9 بوصة (2.1 م). اعتزل اللعب في 2011. سبق أن لعب في الدوري الأمريكي لكرة السلة للمحترفين مع فيلادلفيا سفنتي سيكسرز.

## روابط خارجية
- دنغ غاي على موقع إن بي أي (الإنجليزية)
- دنغ غاي على موقع سبورتس رفرنس (الإنجليزية)
- دنغ غاي على موقع كرة السلة الأوروبية.كوم (الإنجليزية)
- دنغ غاي على موقع إي إس بي إن.كوم (الإنجليزية)
- دنغ غاي على موقع كلية كرة السلة في سبورتس رفرنس.كوم (الإنجليزية)
- دنغ غاي على موقع ريلجم (الإنجليزية)
- دنغ غاي على موقع بروبوليرز (الإنجليزية)
- دنغ غاي على موقع سبورتس رفرنس (الإنجليزية)